# (12365) Yoshitoki
(12365) Yoshitoki (1993 YD) – planetoida z grupy pasa głównego asteroid okrążająca Słońce w ciągu 5,66 lat w średniej odległości 3,17 j.a. Odkryta 17 grudnia 1993 roku.